# Veuze
La veuze est une cornemuse rustique encore pratiquée au XIXe siècle dans le pays nantais, notamment le pays de Guérande et le pays de Retz, ainsi que dans la partie vendéenne du Marais breton. 
Son extension devait être plus importante dans les siècles précédents, notamment dans le reste de la Haute-Bretagne et probablement bien au-delà au Moyen Âge. 
Le mot était écrit et prononcé le plus souvent « vèze » autrefois (ou « veze », ce qui peut expliquer phonétiquement son nom actuel), mais c'est la forme « veuze » qui a été choisie lors de la renaissance de l'instrument. 
Elle a gardé des caractéristiques très proches des cornemuses qui étaient employées durant le Moyen Âge. Au XIXe siècle on retrouve plusieurs témoignages écrits en Haute-Bretagne mentionnant des « vèzes », « vaises », « poche-hautbois » ou encore « binious ». 
Sous ces différentes appellations, il est difficile d'être certain qu'il s'agisse de la veuze telle qu'on a pu la redécouvrir en Loire-Atlantique (pays Nantais) et dans le marais breton. D'ailleurs les informateurs de ces territoires usaient de plusieurs noms pour désigner le même instrument. On pouvait entendre des gens dire que tel sonneur jouait du biniou, mais c'était de la veuze. 

## Histoire
Dans les anciens dictionnaires de breton, le mot « biniou » est traduit par « vèze », les deux mots désignaient donc le même instrument jusqu'au XVIIIe siècle : une cornemuse rustique. Des évolutions divergentes ont conduit à l'apparition du « biniou bihan » et de la « veuze ». Le biniou bihan (« petit biniou ») est souvent nommé biniou kozh (« vieux biniou »), mais l'ancien biniou était en fait plus proche de la veuze que du "biniou bihan". Faute d'enquête sur le sujet on peut penser qu'elle fut jouée en Ille-et-Vilaine jusqu'en 1850 environ. Ainsi, H. Buffet dans son livre Haute-Bretagne explique que « la vèze ne sonne plus que pour Mardi Gras dans le pays de Fougères dès 1816 ». Dans le même ouvrage, il décrit l'instrument et explique que le violon le remplace petit à petit dans tout le département. En 1835, Charles de La Thébaudière décrit une noce en pays de Vitré. Il cite un orchestre composé de violons, flûte et cornemuse. En 1880, dans le glossaire du parler du pays de Dol, on cite la vèze et on dit qu'il y a encore deux sonneurs de vèzes à Bourdas qui viennent sonner à la foire. Dans ce département aucun instrument n'a pu être retrouvé.
Durant plusieurs siècles, une cornemuse à long chalumeau était employée partout en Bretagne. Puis, le biniou fit son apparition en Basse-Bretagne pour jouer avec la bombarde une octave au-dessus (on pense fin XVIIIe siècle d'après l'iconographie), alors qu'en Haute-Bretagne, on garda un type de cornemuse à long chalumeau : la veuze. On sait aujourd'hui que la veuze n'est pas l'ancêtre direct du biniou, mais plutôt que ces deux cornemuses ont un ancêtre commun. En effet, Thierry Bertrand, luthier, musicien et spécialiste de la veuze, a essayé de réaliser un biniou kozh en transposant les perces et autres caractéristiques morphologiques des veuzes anciennes et il en a conclu que le biniou n'était pas une veuze modifiée. Même si elles ont des points communs.
La veuze s'éteint entre les deux guerres. Ses derniers territoires furent le pays guérandais et la Brière, le marais breton-vendéen, une partie du pays nantais et dans une moindre mesure les pays de basse-vilaine. Jean Villebrun retrouve quelques vieilles veuzes qui serviront d'exemple au luthier Dorig Le Voyer pour confectionner les premières veuzes modernes. Cette recherche donnera lieu en 1976 à la création de l'association « Sonneurs de veuze » à Nantes, principale source de connaissance et de recherche sur le sujet. Thierry Bertrand, suivi par quelques autres luthiers, reprendra le flambeau de la facture de cet instrument qui reste rare.

## Facture
Elle est constituée d'un sac dans lequel viennent s’emboîter un porte-vent, un pied d'environ 35 cm (à anche double) et un bourdon unique (à anche simple).
Le musicien, appelé veuzou, insuffle l'air par le portevent muni d'un clapet (autrefois en cuir, il est souvent remplacé de nos jours par une soupape en plastique) empêchant le retour de l'air, alors dirigé vers les deux seules issues possibles : le bourdon et le chalumeau.
Les anches du bourdon et du chalumeau vibrent au passage de l'air, produisant le son. L'anche est double pour le chalumeau, c'est-à-dire constituée de deux lamelles de roseau montées sur un tube de laiton conique, et simple pour le bourdon (une seule lamelle, en roseau ou en plastique, montée sur une armature). La poche de cuir est utilisée en tant que réserve d'air : le temps de reprendre sa respiration, on la compresse avec son bras afin de garder une pression constante au niveau du chalumeau et du bourdon. 10 chalumeaux anciens ont été retrouvés, 10 autres ont été identifiés sur photos. La tonique est située entre le Si4 et le Sib4. Les bourdons sont en principe composés de deux sections (ou articles) pour le bourdon ténor ou trois sections pour le bourdon basse de perce cylindrique. L'article supérieur est terminé par une "poire" faisant office de caisse de résonance.

### Évolutions
De nos jours la veuze n'a pas changé et les principes restent les mêmes, avec différentes évolutions non négligeables :
- on propose tout type de tonalités (généralement en La, en Sol, en Do ou en Sib) pour les bourdons, qu'ils soient basse ou ténor et de même, plusieurs tonalités sont possibles pour le chalumeau (généralement La/Ré, zone du Marais breton, ou Sol/Do, zone bretonne) ;
- la poche — dans la grande majorité des cas — est désormais étanche sans graissage ;
- l'anche de bourdon est parfois en plastique ;
- un système de clef peut permettre de couper l'arrivée d'air dans le bourdon ou le chalumeau.

### Promotion de la veuze
- Thierry Bertrand, et Lucien Proux, ont fondé ensemble en 1990 à La Garnache (Vendée) la première école de veuze de France[5] - aussitôt rejoints par Louis Robin et Bruno Pitard [6]. Leur but étant de redonner vie à cet instrument, d'éviter que ne se perde le patrimoine musical de cette région (surtout le Nord-Ouest vendéen).

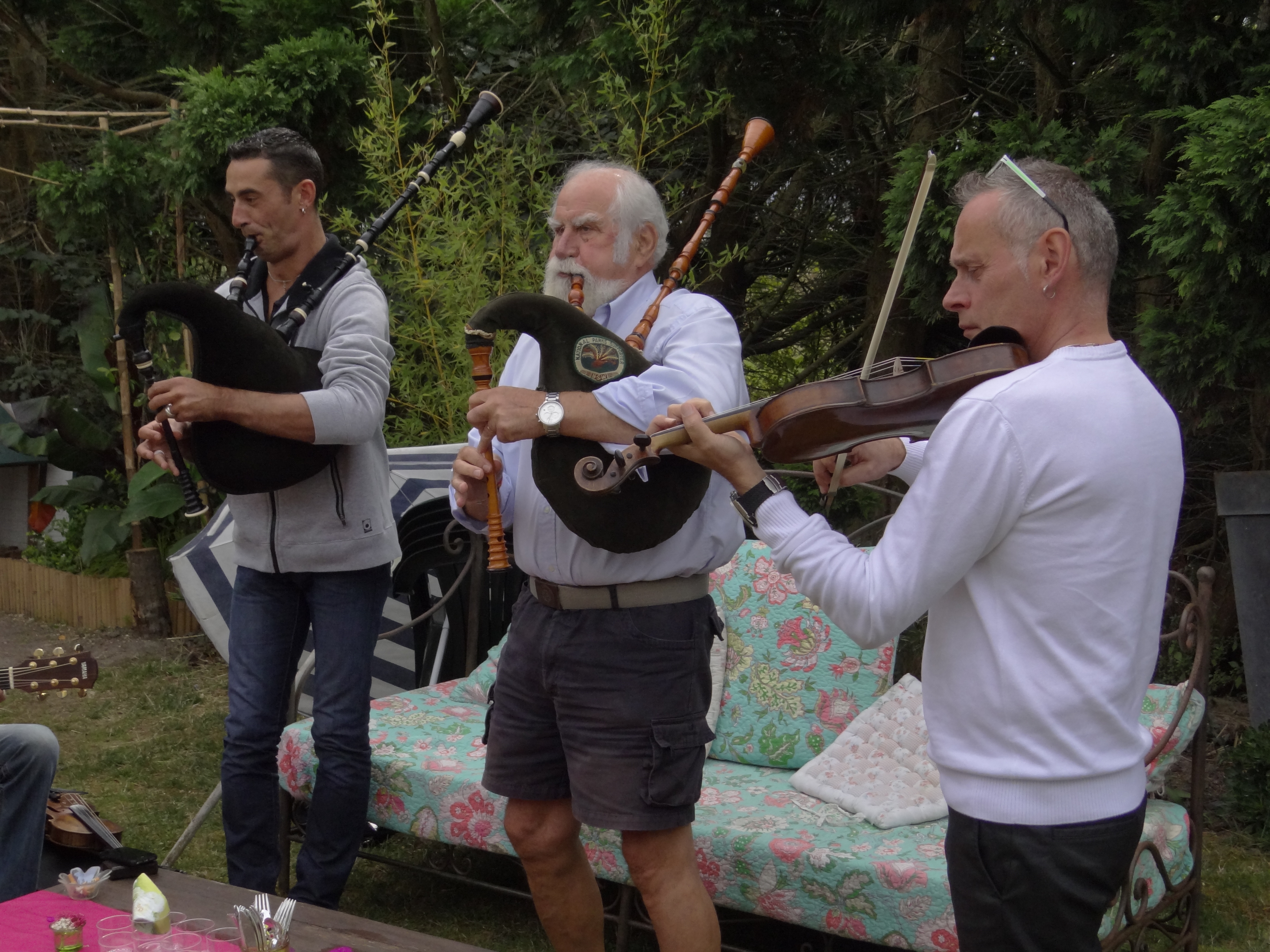
A la veuze, Emmanuel Vrignaud et Lucien Proux (au centre), plus Maxime Chevrier du groupe Arbadétorne.

- Une association "Sonneurs de Veuzes"[7] a été créée à Nantes en 1976, pour les joueurs de veuze, et afin de promouvoir la connaissance de la lecture et de l'histoire de l'instrument[8],[9]. Ses fondateurs comprenaient Roland Le Moigne, la présidence a été prise par la suite par Thierry Moreau[10], un musicien "d'oreille" qui s’est orienté vers la création d'arrangements musicaux pour des groupes comme Hamon-Martin quartet, Maelstrom quartet, Duo Bertrand & Cie (Thierry et Sébastien Bertrand - Challans / La Garnache), et Sloï (Sébastien Bertrand). Il joue actuellement dans les ensembles de cordes Sikamor quartet et le Trio Kordu[11].